# Tossal d'en Pella
El Tossal d'en Pella és una muntanya de 426 metres que es troba al municipi dels Omellons, a la comarca catalana de les Garrigues.